# Guy Basquet

a Compétitions nationales et continentales officielles uniquement.

b Matchs officiels uniquement.
Guy Basquet, né le 13 juillet 1921 à Layrac et mort le 1er février 2006 à Agen, est un joueur français de rugby à XV. Il a joué troisième ligne centre ou aile gauche au SU Agen.

## Biographie
Guy Basquet fut tout d'abord basketteur, puis joue rapidement en catégorie juniors au Racing club de France, et se retrouve à Agen dès la Seconde Guerre mondiale (à compter de 1940), ville où il poursuit toute sa carrière de joueur jusqu'en 1953. Lors de la finale du championnat en 1947, il subit une expulsion temporaire durant toute la seconde moitié de la première période, alors que le règlement ne le permettait plus depuis deux décennies déjà. Il joue à Agen aux côtés d'Albert Ferrasse, puis seconde longtemps ce dernier à la tête de la Fédération française (FFR) et de leur club. Le cinquantenaire du club de St-Cyprien (Dordogne) sera fêté avec des rencontres internationales. Le SCAC renforcé par des joueurs de renom du Périgord ou de l’Agenais tels que Guy et Albert Ferrasse affrontera les Anglais du London Scottish, puis les Italiens de l’AS Roma Il est en effet vice-président de la Fédération de 1968 à 1991, date de l'arrivée de Bernard Lapasset à la tête de la FFR, et l'ultime président du Comité de sélection à partir de 1980 en succédant à Élie Pebeyre. Il fut aussi président des Barbarians français, et du SU Agen à partir de 1985 jusqu'à l'arrivée de Daniel Dubroca.
Ses propos ont été recueillis dans l'ouvrage de Roger Driès, Un missionnaire du rugby au cœur de tous les défis (éditions CMCP) en 2001. Il est le grand-père du demi de mêlée Jérôme Fillol.

## Palmarès
- Championnat de France de première division :
  - Champion (1) : 1945
  - Vice-champion (2) : 1943 et 1947
- Coupe de France :
  - Vainqueur (2) : 1943 et 1945

## Statistiques en équipe nationale
- 33 sélections en équipe de France A de 1945 à 1952 (dont 24 capitanats de 1948 à 1952), faisant ainsi partie de la 1re sélection vainqueur à Swansea en 1948, et à Twinckenham en 1951
- 24 points (8 essais)
- Coupe d'Europe FIRA de rugby à XV 1952
- 1re tournée en Argentine en 1949 (et directeur de la tournée en Nouvelle-Zélande en 1961)

## Distinction
- Chevalier de la Légion d'honneur[Quand ?]